# Natranaerobiales
Natranaerobiales è un ordine di batteri appartenente alla classe Clostridia.

## Descrizione
L'ordine Natranaerobiales è costituito dalla sola famiglia Natranaerobiaceae.